# Lord najwyższy sędzia Anglii i Walii
Lord najwyższy sędzia Anglii i Walii (ang. Lord Chief Justice of England and Wales) – głowa angielskiej i walijskiej judykatury. Stoi również na czele Izby Karnej Sądu Apelacyjnego (Criminal Division of the Court of Appeal). Urząd ten powstał w 1875 i wywodził się z urzędu najwyższego sędziego Sądu Ławy Królewskiej (Court of King’s Bench).
Przed 2005 był on drugim co do znaczenia sędzią w brytyjskim systemie sądownictwa, po lordzie kanclerzu, zanim na mocy Constitutional Reform Act z 2005 ten ostatni utracił swoje sądowe uprawnienia.

## Najwyżsi sędziowie Sądu Ławy Królewskiej
- 1268–1269: Robert de Brus, 6. lord Annandale
- 1269–1273: Richard de Staines
- 1273–1274: Martin de Littlebury
- 1274–1290: Ralph de Hengham
- 1290–1296: Gilbert de Thornton
- 1296–1316: Roger le Brabazon
- 1316–1317: William Inge
- 1317–1323: Henry le Scrope
- 1323–1324: Hervey de Santon
- 1324–1329: Geoffrey le Scrope
- 1329–1329: Robert de Malberthorp
- 1329–1330: Henry le Scrope
- 1330–1332: Geoffrey le Scrope
- 1332–1332: Richard de Willoughby
- 1332–1333: Geoffrey le Scrope
- 1333–1337: Richard de Willoughby
- 1337–1338: Geoffrey le Scrope
- 1338–1340: Richard de Willoughby
- 1340–1341: Robert Parning
- 1341–1346: William Scott
- 1346–1350: William de Thorpe
- 1350–1361: William de Shareshull
- 1361–1365: Henry Green
- 1365–1372: John Knyvet
- 1372–1381: John Cavendish
- 1381–1388: Robert Tresylian
- 1388–1400: Walter de Cloptone
- 1400–1413: William Gascoigne
- 1413–1424: William Hankford
- 1424–1439: William Cheyne
- 1439–1440: John Ivyn
- 1440–1442: John Hody
- 1442–1461: John Fortescue
- 1461–1469: John Markham
- 1469–1481: Thomas Billing
- 1481–1495: William Hussey
- 1495–1526: John Fineux
- 1526–1539: John Fitzjames
- 1539–1545: Edward Montagu
- 1545–1552: Richard Lyster
- 1552–1553: Roger Cholmeley
- 1553–1555: Thomas Bromley
- 1555–1557: William Portman
- 1557–1559: Edward Saunders
- 1559–1574: Robert Catlyn
- 1574–1592: Christopher Wray
- 1592–1607: John Popham
- 1607–1613: Thomas Fleming
- 1613–1616: Edward Coke
- 1616–1621: Henry Montagu
- 1621–1625: James Ley
- 1625–1627: Ranulph Crewe
- 1627–1631: Nicholas Hyde
- 1631–1635: Thomas Richardson
- 1635–1642: John Brampston
- 1642–1645: Robert Heath
- 1645–1655: Henry Rolle
- 1655–1660: John Glynne
- 1660–1660: Richard Newdigate
- 1660–1663: Robert Foster
- 1663–1665: Robert Hyde
- 1665–1671: John Kelynge
- 1671–1676: Matthew Hale
- 1676–1678: Richard Raynsford
- 1678–1681: William Scroggs
- 1681–1683: Francis Pemberton
- 1683–1685: George Jeffreys, 1. baron Jeffreys
- 1685–1687: Edward Herbert
- 1687–1689: Richard Wright
- 1689–1710: John Holt
- 1710–1718: Thomas Parker, 1. hrabia Macclesfield
- 1718–1725: John Pratt
- 1725–1733: Robert Raymond
- 1733–1737: Philip Yorke, 1. baron Hardwicke
- 1737–1754: William Lee
- 1754–1756: Dudley Ryder
- 1756–1788: William Murray, 1. hrabia Mansfield
- 1788–1802: Lloyd Kenyon, 1. baron Kenyon
- 1802–1818: Edward Law, 1. baron Ellenborough
- 1818–1832: Charles Abbott, 1. baron Tenterden
- 1832–1850: Thomas Denman, 1. baron Denman
- 1850–1859: John Campbell, 1. baron Campbell
- 1859–1875: Alexander Cockburn

## Lordowie najwyżsi sędziowie Anglii i Walii
- 1875–1880: Alexander Cockburn
- 1880–1894: John Coleridge, 1. baron Coleridge
- 1894–1900: Charles Russell, baron Russell of Killowen
- 1900–1913: Richard Webster, 1. baron Alverstone
- 1913–1921: Rufus Isaacs, 1. hrabia Reading
- 1921–1922: Alfred Lawrence, 1. baron Trevethin
- 1922–1940: Gordon Hewart, 1. wicehrabia Hewart
- 1940–1946: Thomas Inskip, 1. wicehrabia Caldecote
- 1946–1958: Rayner Godarf, baron Goddard
- 1958–1971: Hubert Parker, baron Parker of Waddington
- 1971–1980: John Widgery, baron Widgery
- 1980–1992: Geoffrey Lane, baron Lane
- 1992–1996: Peter Taylor, baron Taylor of Gosforth
- 1996–2000: Thomas Bingham baron Bingham of Cornhill
- 2000–2005: Harry Woolf, baron Woolf
- 2005–2013: Nicholas Phillips, baron Phillips of Worth Matravers
- od 2013: John Thomas, Baron Thomas of Cwmgiedd